# Pero ochreicosta
Pero ochreicosta là một loài bướm đêm trong họ Geometridae.